# Palpopleura portia
Palpopleura portia – gatunek ważki z rodziny ważkowatych (Libellulidae). Występuje w Afryce Subsaharyjskiej i jest szeroko rozpowszechniony – od Senegalu i Gambii na wschód po Etiopię i Somalię oraz na południe po RPA. Niektóre źródła podają, że występuje też na Madagaskarze i Komorach.
Bywał uznawany za podgatunek lub formę Palpopleura lucia, ale badania genetyczne wykazały, że są to osobne gatunki.
W RPA imago lata od listopada do końca maja. Długość ciała 25–29 mm. Długość tylnego skrzydła 20–25 mm.